# Aliud
Aliud település Spanyolországban, Soria tartományban. Aliud Aldealafuente, Cabrejas del Campo, Almenar de Soria, Buberos és Gómara községekkel határos. Lakosainak száma 21 fő (2024).

## Népesség
A település népessége az elmúlt években az alábbi módon változott:
| Lakosok száma | 36   | 31   | 29   | 28   | 26   | 19   | 17   | 20   | 22   | 21   |
|               | 2001 | 2004 | 2007 | 2009 | 2012 | 2014 | 2017 | 2019 | 2022 | 2024 |